# Carl August Zapp
Carl August Zapp (geboren 5. April 1904 in Düsseldorf; gestorben 8. Dezember 1994 in Ratingen) war ein deutscher Diplomat. 1951 wurde er zum Konsul I. Klasse ernannt. 1956 erfolgte seine Ernennung zum Vortragenden Legationsrat Erster Klasse. 1962 wurde er zum Gesandtschaftsrat I. Klasse ernannt. Er leitete im Auswärtigen Amt auch das Referat „Vereinte Nationen. Internationale weltweite Organisationen in der Abteilung West II“.

## Leben
Zapp kam als dritter Sohn von Karl und Anna Zapp geb. Haarhaus zur Welt. Er besuchte das Städtische Realgymnasium an der Rethelstraße (ab Schuljahr 1920/21 in Ludendorffschule umbenannt) in Düsseldorf. 1922 bis 1926 studierte er Jura in Bonn und München. 1922 wurde er Mitglied des Corps Hansea Bonn. und wurde 1927 promoviert und war im preußischen Justizdienst beschäftigt. Am 25. April 1933 wurde er in den Auswärtigen Dienst berufen. Am 1. Mai 1933 trat er in die Nationalsozialistische Deutsche Arbeiterpartei ein. Er war ab 1934 in der Gesandtschaft in Stockholm tätig und wurde 1935 für die Olympischen Sommerspiele 1936 dem Reichssportführer zugeteilt. 1936–1938 war er an die Gesandtschaft in Den Haag abgeordnet und war 1940 beim Reichskommissariat Niederlande tätig. Im Juni 1943 wurde er als Kulturreferent an die Botschaft in Ankara versetzt und wurde im August 1944 in der Türkei interniert.
In der Nachkriegszeit in Deutschland war 1946 zwei Monate in britischer Haft in Neumünster. Er wurde dann Geschäftsführer des Industrie-Clubs Düsseldorf. Ab dem 16. April 1951 war er wieder Diplomat und diente 1951/52 am Generalkonsulat Zürich. 1952–1956 war er bei der Botschaft in Bern, wo er zum Konsul I. Klasse und 1962 zum Gesandtschaftsrat I. Klasse ernannt wurde. Von Mai 1956 bis Oktober 1960 leitete er das Referat Vereinte Nationen. Internationale weltweite Organisationen in der Abteilung West II. Am 20. Dezember 1956 erfolgte seine Ernennung zum Vortragenden Legationsrat Erster Klasse. Ab 1960 war er deutscher Gesandter in Venezuela, 1964–1966 war er Botschafter in Algerien, dann 1966–1969 Botschafter in Mexiko.

## Ehrungen
- Ehrenzeichen für Verdienste um die Republik Österreich (1952) (1956)[4]
- Verdienstorden der Bundesrepublik Deutschland, Großes Verdienstkreuz mit Stern (1966)